# アルシャヒード・モニュメント
アルシャヒード・モニュメント（アラビア語: نصب الشهيد、英：Al-Shaheed Monument）、殉教者の記念碑（the Martyr's Memorial）は、イラクの首都バグダードにあるイラクの彫刻家Ismail Fatah Al Turkにより設計されたモニュメントで、イラン・イラク戦争で戦死したイラク兵士に捧げられた。しかし、現在では、一般的に、イラン・イラク戦争に限らず全てのイラクの殉教者を追悼していると考えられている。

## 背景
アルシャヒードは、バグダードを美化し、国民の誇りを植え付け、同時に力強い戦勝者たるサッダーム・フセインの評判を不滅にするために、多くの公共事業を立てる広範なバアス党政権のプログラムの一環として建設された。サッダーム・フセインが、多くの美術作品の制作を依頼し、新たなモニュメントと像に莫大な金銭を費やしていた時期の真っ只中に建設されたものである。
アルシャヒードは、バグダードのルサーファに建設され、8年間の戦争（イラン・イラク戦争）によるイラクの痛みと苦しみを思い出させる3つのモニュメントの1つになった。これらのモニュメントの最初が無名戦士の記念碑（1982年）であり、アルシャヒード（1983年）が続き、最後がen:Victory Arch（1989年）である。3つのモニュメントが、視覚的で比喩的なユニットを形成している。

## デザイン
イラクの彫刻家であり芸術家であるイスマイル・ファタ・アル・ターク（1934–2004）によってデザインされ、イラクの建築家であるサマン・カマルとバグダッド建築グループと共同で建てられ、1983年に一般公開された。
モニュメントは、芸術的な湖の中心部にある半径190メートルの円形のプラットホームで構成される。プラットホームの上に、アッバース朝時代のドームに似た40メートルの高さの分割されたターコイズドームがある。半分に分かれた2つのドームは中心線を外して置かれており、中心部には永遠の炎がある。外殻は、艶出ししたターコイズのセラミックタイルで覆われた、カーボン繊維で強化されたプレキャストコンクリートと溶融亜鉛めっきのフレームで建設されている。内装は贅沢で、イラク国旗の下で、光を下に取り込む穴であるオクルスがある。公園を構成する残りの部分は、遊び場、駐車場、歩道、橋、そして湖である。
半分に分かれた2つのドームの中心部には、地下の博物館から出た、ねじれた金属に旗竿がある。旗竿にはイラク国旗が掲揚され、風で軽くたなびいているように見える。下の博物館から眺めれば、旗と竿が宙に浮いているように見える。近隣では、湧水が、戦没者の血を象徴するように流れている。構造物は、古代のクーフィー体でクルアーンの詩が書かれた大理石の石板という形で、イラクの古代美術の伝統に対する言及を含んでいる。
モニュメントは、バグダードの他の部分とen:Sadr Cityを分けるArmy Canal近くのティグリス川の東岸にある。博物館、図書館、カフェテリア、講堂、展示会場がドーム下部の2層にある。
モニュメントの設計に関して、Al-Turkは以下のようなコメントを残した。
I insisted on having a large open space. Big monuments are originally from the East—the Pyramids, the Sphinx, the Obelisk, Minarets.. the earth is flat,  so these monuments can be seen from all directions. In the beginning, I had the idea of having a matyr bursting from the centre. But I did not like it, it was too theatrical. Then, the idea of life versus death began to form. The two pieces moving  together towards matyrdom and fertility and the life stream. I moved the pieces until I got the interplay I wanted.
完成されたモニュメントには、50万USドルが費やされている。バグダードで最も象徴的なモニュメントの1つである。en:Art in Americaの雑誌は、アルシャヒードを、中東で最も美しい設計として格付けしている。
アルシャヒード・モニュメントの絵画が、1986年発行のイラクの25ディナール紙幣に載っていた（図示）。

## ギャラリー
モニュメントは、視覚的な錯覚を生じさせる。ある視点から眺めれば、1つのドームに見え、別の視点から眺めれば、分かれたドームに見える。

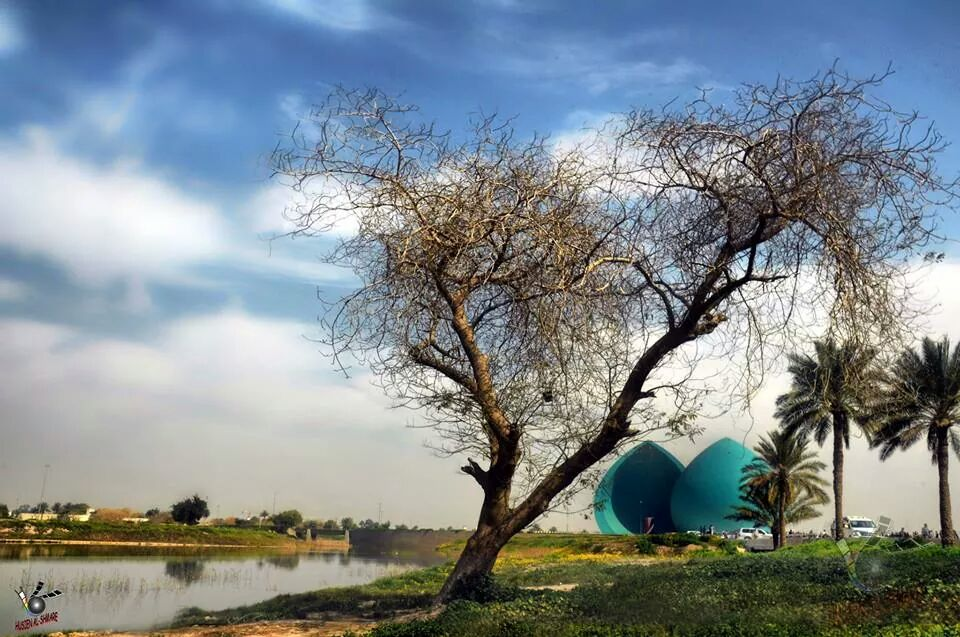
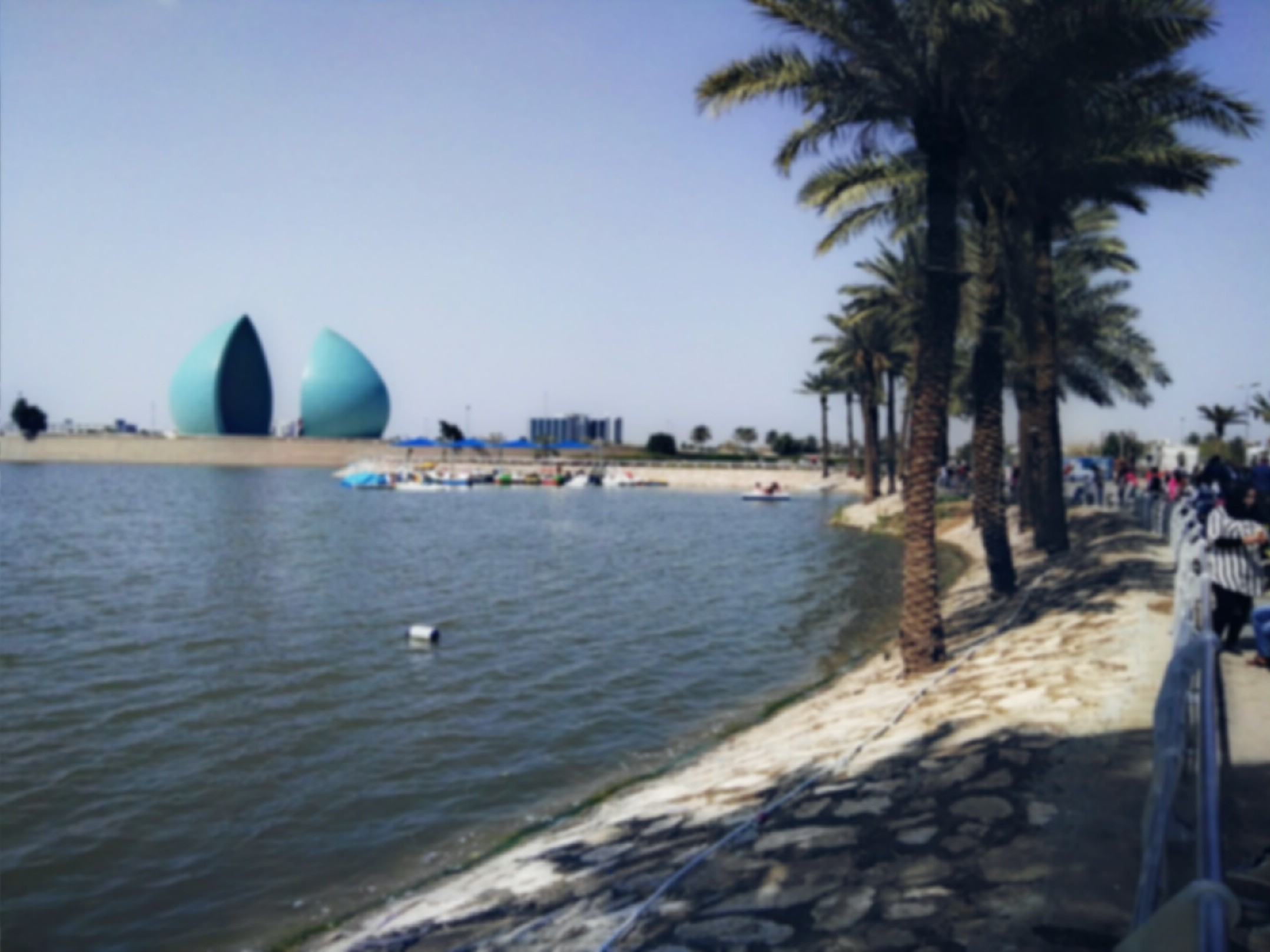
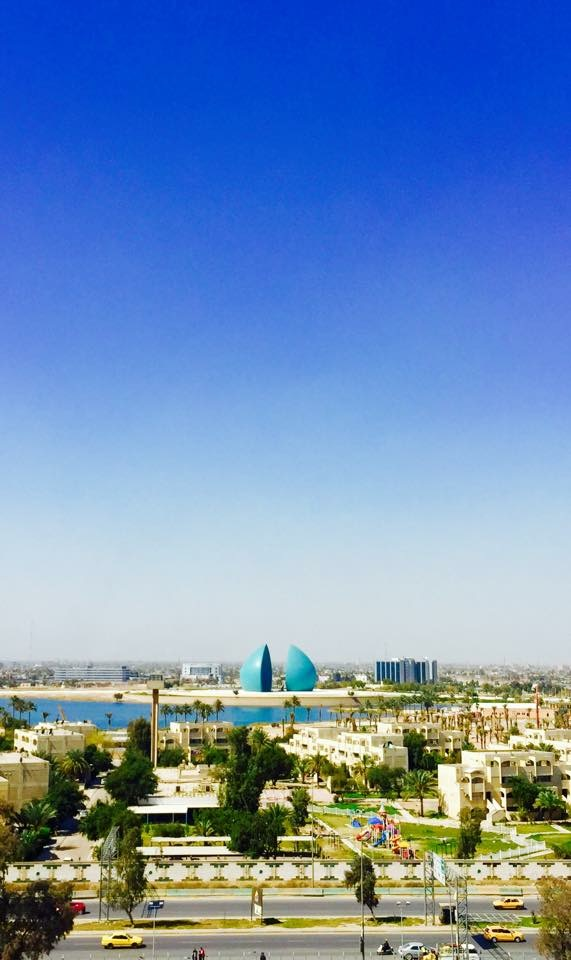

異なる視点から眺めたアルシャヒード